# Anahide Ter Minassian
Pour les articles homonymes, voir Minassian.
Anahide Ter Minassian, née le 26 août 1929 à Paris et morte le 10 février 2019 à Fresnes, est une historienne française d'origine arménienne.
Agrégée d'histoire, elle enseigne à l'École des hautes études en sciences sociales. Elle est également maître de conférences à l'université Paris-Sorbonne. Ses centres d'intérêt sont avant tout l'histoire des Arméniens et l'histoire contemporaine de l'Arménie, pré et post-soviétique.

## Biographie
Anahide Ter Minassian est née le 26 août 1929 à Paris, dans le quartier de Belleville et de la Place des Fêtes. Sa grand-mère, Gulizar, arménienne, vivant au sein de l'Empire ottoman, avait été enlevée et épousée de force en 1889 par le chef d'une tribu kurde voisine, à la fin du XIXe siècle. Mais à la suite de la réaction de la communauté paysanne dont elle était issue, Gulizar a obtenu, de façon exceptionnelle, de la justice turque que ce mariage forcé soit annulé et qu'elle puisse retrouver sa communauté,.
Ses parents, Lévon Kévonian et Arménouhie Der-Garabédian, sont des apatrides arméniens, détenteurs d'un Passeport Nansen, et réfugiés à Belleville dans les années 1920. Sa mère, Arménouhie, musicienne et journaliste, a raconté dans un ouvrage en arménien publié en 1946 l'histoire de Gulizar. Cet ouvrage a été traduit en français en 1993, et réédité à plusieurs reprises.
Anahide Ter Minassian n'est scolarisée volontairement par ses parents qu'à l'âge de sept ans pour apprendre au préalable au sein de sa famille la langue arménienne. Elle poursuit des études d'histoire, jusque l'agrégation, sous la houlette en particulier de Henri-Irénée Marrou et côtoie durant ces études Pierre Vidal-Naquet. Elle se marie avec Léon Ter Minassian, apatride arménien, et fils d'un ministre de la précaire République d'Arménie, Rouben Ter Minassian.
Elle est nommée professeur d'histoire et exerce durant treize années en lycée. Puis elle devient maître de conférences à l'université Panthéon-Sorbonne. Elle anime également le séminaire sur l'histoire contemporaine des Arméniens à l'École des hautes études en sciences sociales de Paris. Elle a publié plusieurs ouvrages consacrés à l'Arménie et au génocide arménien. Elle est aussi à l'origine de traductions de l'arménien vers le français, notamment du livre Onction de Vahé Oshagan, sorti en mars 2020.
Elle meurt le 10 février 2019 à Fresnes.

### Famille
Anahide Ter Minassian se marie avec Léon Ter Minassian, apatride arménien, et fils d'un ministre de la précaire République d'Arménie, Roupen Ter Minassian. Ils ont ensemble quatre enfants : Rouben, professeur de mathématiques, Aram, médecin, Taline, historienne, et Vahé, journaliste.

## Principales publications
- La Question arménienne, Marseille, Éditions Parenthèses, 1983 (lire en ligne).
- 1918-1920-La République d'Arménie, Bruxelles, Éditions Complexe, 1989 (réimpr. 2006), 323 p. [détail des éditions] (ISBN 2-8048-0092-X, lire en ligne)
- Histoires croisées : diaspora, Arménie, Transcaucasie, Marseille, Éditions Parenthèses, 1997.
- « Vienne, ou des étrangers dans la ville », dans Jean Ayanian, Le Kemp : une enfance intra-muros, Éd. Parenthèses, coll. « Collection Diasporales », 2001, 176 p. (ISBN 978-2-86364-104-0)
- Smyrne, la ville oubliée ? : Mémoires d'un grand port ottoman, 1830-1930, éditions Autrement, 2006.
- Nos terres d'enfance, l'Arménie des souvenirs, avec Houri Varjabédian, Marseille, Éditions Parenthèses, 2010

## Distinctions
- Chevalier de la Légion d'honneur en 2015[10]
- Chevalier de l'ordre des Palmes académiques